# NU er det NU
NU er det NU er en tv-serie der blev vist i børnetime på DR 2000-2001 og på Ramasjang i 2014.
Serien handler om værten Andrea Vagn Jensen, der bor i et rodet hus, der ligger på toppen af sin egen planet. 
Under udsendelsen bliver der diskuteret forskellige emner bl.a. om kæledyr, hvad sker der om natten, hvor stor bliver man, Kan man flyve i luftballon, kan man finde Nordstjernen på sin stjerneparaply, hvorfor er det godt at låse sin dør, hvorfor har man briller og tænk, at man ikke kan se, hvad nogen tænker.